# Bandiera (spazio vettoriale)
In matematica, in particolare in algebra lineare, una bandiera è una successione di sottospazi vettoriali con determinate proprietà di uno spazio vettoriale dato.

## Definizione
Sia {\displaystyle V} uno spazio vettoriale di dimensione {\displaystyle n}. Si chiama bandiera (viene talvolta usato anche il termine ventaglio) per {\displaystyle V} ogni successione {\displaystyle \{V_{i}\}_{i=1,\dots ,n}} di sottospazi di {\displaystyle V} tali che:
- {\displaystyle V_{1}\subseteq V_{2}\subseteq \dots \subseteq V_{n};}
- {\displaystyle \dim V_{i}=i} per ogni {\displaystyle i}.

Osserviamo inoltre che ogni base {\displaystyle \{v_{1},\dots ,v_{n}\}} di {\displaystyle V} induce una bandiera formata da {\displaystyle V_{i}=\mathrm {Span} (v_{1},\dots ,v_{i})} e per ogni bandiera esiste una base che la induce.

## Base a bandiera di un endomorfismo
Sia {\displaystyle T\colon V\to V} un endomorfismo, {\displaystyle B} base di {\displaystyle V}. {\displaystyle B} è base a bandiera per {\displaystyle T} se i sottospazi della bandiera indotta da {\displaystyle B} sono {\displaystyle T}-invarianti, ossia per ogni {\displaystyle i}: {\displaystyle T[\mathrm {Span} (v_{1},\dots ,v_{i})]\subseteq \mathrm {Span} (v_{1},\dots ,v_{i})}.
Questa nozione è utile per stabilire se {\displaystyle T} è triangolabile, infatti un endomorfismo è triangolabile se e solo se esiste una base a bandiera per tale endomorfismo.